# حيوان عامل

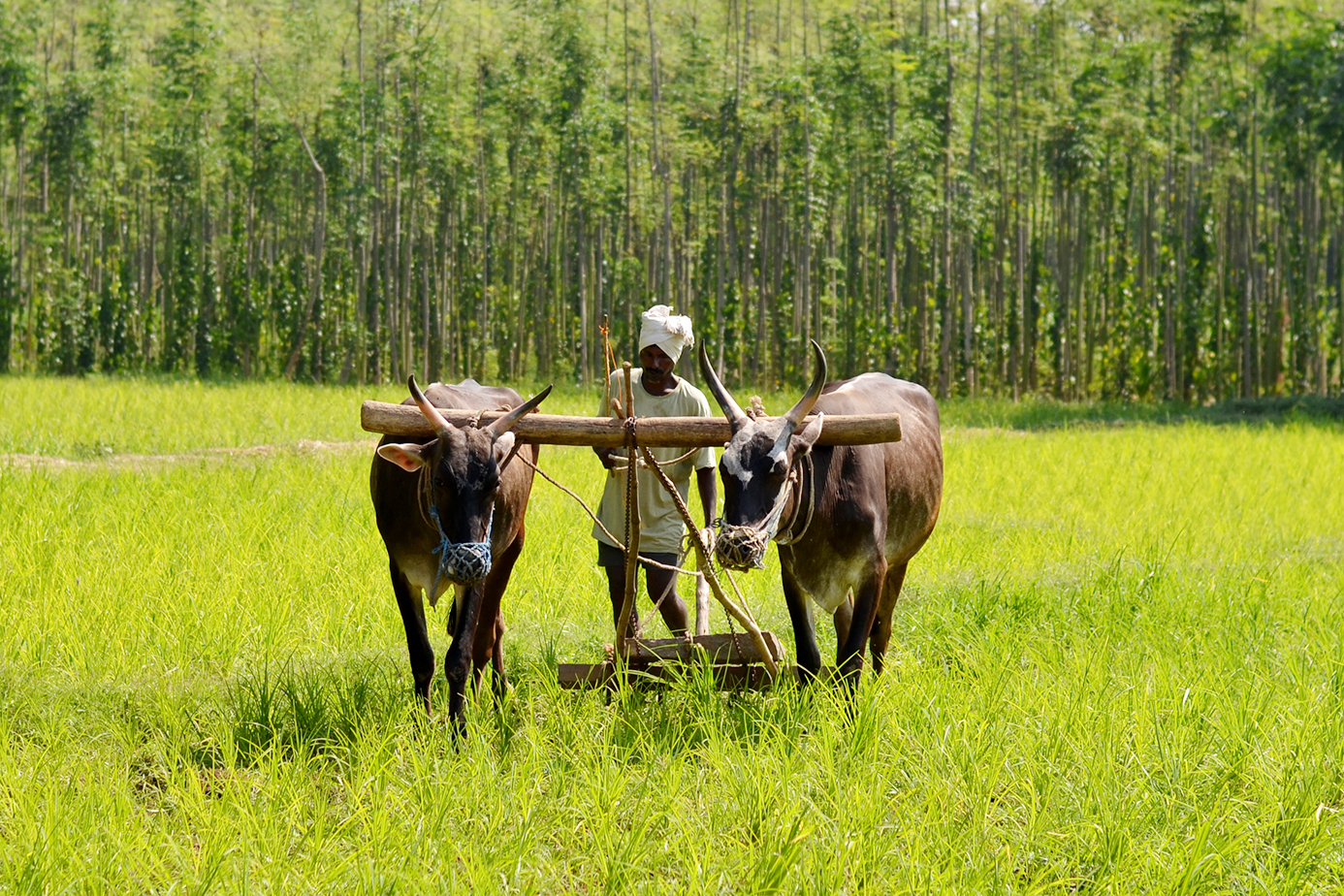
تُستخدم الثيران في الحرث في الزراعة التقليدية.

الحيوان العامل هو حيوان، عادة ما يكون مستأنسًا، يربيه البشر ويدربونه على أداء المهام بدلًا من ذبحه للاستفادة من المنتجات الحيوانية. يستخدم البعض لقوته البدنية (مثل الثيران والخيول) أو للنقل (مثل ركوب الخيول والإبل)، بينما تُدرب بعض الحيوانات الأخرى لتكون خدمية وتؤدي مهام متخصصة معينة (مثل كلاب الصيد والإرشاد، الحمام الزاجل، والطيور الغطاسة المستخدمة في الصيد). يمكن استخدامها أيضًا للحلب أو الرعي. يمكن أيضًا استخدام بعضها في نهاية حياتها العملية لإنتاج اللحوم أو الجلود.
قد يسبق تاريخ الحيوانات العاملة تاريخ الزراعة، فقد استخدم أسلاف الصيادين وجامعي الثمار الكلاب. حول العالم، هناك ملايين الحيوانات التي تعمل جنبًا إلى جنب مع أصحابها. غالبًا ما تُربى الأنواع المستأنسة لأغراض واستخدامات مختلفة، خاصة الخيول والكلاب العاملة، بما يتناسب مع الظروف البيئية والمهام المطلوبة. عادةً ما تُربى الحيوانات العاملة في المزارع، ولكن ما تزال معرضة للصيد بين الحين والآخر، مثل الدلافين وبعض الأفيال الآسيوية.
لقد استغل البشر مجموعة متنوعة من قدرات الحيوانات في أداء المهام المختلفة، وحتى في المجتمعات الصناعية ما زالت الحيوانات تُستخدم في العمل. تًستخدم قوة الخيول، والفيلة، والثيران لسحب العربات ونقل الأحمال. تعتمد قوات الشرطة على الكلاب في العثور على المواد غير القانونية والمساعدة في القبض على المطلوبين، بينما يستخدمها آخرون لصيد الفرائس أو البحث عن الأشخاص المفقودين أو المحاصرين. تُستخدم أيضًا مجموعة متنوعة من الحيوانات مثل الجمال، والحمير، والخيول، والكلاب في النقل، سواء للركوب أو لسحب العربات والزلاجات. إضافةً إلى ذلك، تساعد بعض الحيوانات مثل الكلاب والسعادين الأشخاص ذوي الإعاقة في تلبية احتياجاتهم اليومية.
في حالات نادرة، تروض الحيوانات البرية وتُدرب على أداء المهام، ولكن غالبًا ما يكون ذلك بهدف الترفيه أو كنوع من الاستعراض، لكن تفتقر هذه الحيوانات عادةً إلى الثقة والطباع الهادئة التي تتمتع بها الحيوانات العاملة المستأنسة. على العكس، لا تعتبر كل الحيوانات المستأنسة حيوانات عاملة. على سبيل المثال، قد تصطاد القطط الفئران، لكن ذلك سلوك غريزي لا يمكن تدريبه بواسطة الإنسان. بعض الحيوانات المستأنسة الأخرى، مثل الأغنام أو الأرانب، تُستخدم في الزراعة لإنتاج اللحوم أو الجلود أو الصوف، لكنها غير مناسبة للعمل. أما الحيوانات الأليفة الصغيرة، مثل معظم الطيور الصغيرة (باستثناء بعض أنواع الحمام)، فهي غير قادرة على أداء أي عمل سوى تقديم الرفقة.

## أدوار وتخصصات

### النقل
تُستخدم بعض الحيوانات لقوتها البدنية الهائلة في مهام مثل الحرث أو نقل الأخشاب. تُعرف هذه الحيوانات باسم «حيوانات الجر». هناك حيوانات أخرى تُستخدم كحيوانات حمل لنقل الأشخاص والبضائع، سواء عن طريق التحميل على ظهورها أو باستخدام وسائل نقل تعتمد على قوتها. يُطلق على هذه الفئة بشكل عام «دواب الحمل». بعض الحيوانات تُركب على ظهورها مباشرةً وتُعرف باسم «المطايا». في حالات أخرى، يُمكن استخدام حيوان واحد أو أكثر مربوطين بعربة أو وسيلة نقل لجرها.

#### ركوب الحيوانات أو المطايا
الحيوانات التي يمتطيها الإنسان هي الحيوانات التي يستخدمها الإنسان كركوب من أجل أداء مهام مثل عبور مسافات طويلة أو عبر تضاريس وعرة، والصيد على ظهور الخيل أو مع بعض الحيوانات الأخرى التي يمتطيها الإنسان، والدوريات حول المناطق الريفية و/أو البرية، وتجميع و/أو رعي الماشية أو حتى للمتعة الترفيهية. تشمل بشكل أساسي الخيول مثل الخيول والحمير والبغال، والأبقار مثل الأبقار والجاموس المائي والياك. في بعض الأماكن، تُستخدم أيضًا الأفيال واللاما والجمال. توجد الإبل ذات السنام في المناطق القاحلة في أستراليا وشمال إفريقيا والشرق الأوسط، وتعيش الإبل ذات السنامين الأقل شيوعًا في وسط وشرق آسيا، وكلاهما يستخدم كحيوانات عاملة. في بعض الأحيان، قد يركب الناس حيوان الرنة، إلا أن استخدامها للجر أكثر شيوعًا.
رُوضت بعض الحيوانات البرية واستخدِمت للركوب، وغالبًا لأغراض استعراضية أو ترفيهية، مثل الحمار الوحشي والنعام. كما أن هناك مخلوقات أسطورية يُعتقد أنها تُستخدم كوسائل نقل إلهية، مثل «جارودا» في الديانة الهندوسية (انظر «فاهانا» للاطلاع على وسائل النقل الإلهية في الهندوسية)، والحصان المجنح «بيغاسوس» في الأساطير اليونانية.

#### حيوانات الأحمال
قد تكون حيوانات الأحمال من نفس فصيلة حيوانات الركوب أو الجر، لكن بعض الأنواع مثل الخيول، والبغال، والحمير، والرنة، ونوعي الجمال (أحادي السنام وثنائي السنام) قد تكون لها سلالات أو فصائل مُنتقاة خصيصًا لقدرتها على حمل الأحمال. بالإضافة إلى ذلك، هناك أنواع أخرى تُستخدم فقط لنقل الأحمال، مثل اللاما في منطقة الأنديز.
تُستخدم الأبقار المستأنسة والياك أيضًا كحيوانات لحمل البضائع. تشمل الأنواع الأخرى المستخدمة في حمل البضائع الكلاب والماعز.

#### حيوانات الجر
هناك استخدام وسيط للحيوانات العاملة يتمثل في استخدامها كحيوانات جر، حيث تُربط منفردة أو ضمن فرق لسحب الزلاجات، العربات ذات العجلات، أو المحاريث.
- الثيران بطيئة، ولكنها قوية، وقد استُخدمت مع نير الجر منذ العصور القديمة. أقدم وسيلة نقل معروفة، وهي زلاجة الملكة بوابي السومرية، كانت تُجر بواسطة الثيران. عُرف الفدان في الأصل بأنه المساحة التي يمكن لثور واحد أن يحرثها في يوم واحد. أما الجاموس المائي المستأنس والكاراباو، فيُستخدمان في جنوب شرق آسيا والفلبين لسحب العربات والمحاريث.
- تُستخدم خيول الجر عادة في الأعمال الثقيلة مع الأحزمة والعتاد الخاص. تُستخدم سلالات عديدة من الخيول ذات الوزن المتوسط لسحب العربات ذات العجلات الخفيفة، والمركبات، وعربات النقل عندما يكون هناك حاجة إلى قدر من السرعة أو الأناقة.
- تُعتبر البغال حيوانات قوية وقاسية التحمل، وتختلف قدرتها على الجر حسب نوع أنثى الحصان المستخدمة لإنتاج البغل. نظرًا لأنها حيوانات هجينة وعادة ما تكون عقيمة، يجب الحفاظ على برامج تربية منفصلة لإنتاجها بشكل مستمر.
- غالبًا ما تُستخدم المهور والحمير لسحب العربات والعربات الصغيرة. تاريخيًا، استخدِمت المهور عادةً في التعدين لسحب عربات الخام.
- يمكن للماعز أيضًا أن تقوم بأعمال السحب الخفيفة أمام العربات.
- تُستخدم حيوانات الرنّة في المناطق القطبية وشبه القطبية في الدول الاسكندنافية وسيبيريا. خلال الحرب العالمية الثانية، نشر الجيش الأحمر كتائب نقل بواسطة الرنّة على الجبهة الشرقية.[1] في القرن الواحد والعشرين، ما يزال الجنود الروس يتدربون على استخدام زلاجات الرنّة في فصل الشتاء.[2] في الأساطير التقليدية للاحتفالات، تسحب رنّة بابا نويل مزلجة عبر سماء الليل لمساعدة بابا نويل في توصيل الهدايا للأطفال في ليلة عيد الميلاد.
- تُستخدم الفيلة في قطع الأشجار في جنوب شرق آسيا.
- في حالات أقل شيوعًا، تُدرب الإبل واللاما على استخدام السروج. وفقًا لخوان إغنازيو مولينا، لاحظ القائد الهولندي جوريس فان سبيلبيرغين استخدام حيوانات الشيليكين (نوع من اللاما) من قبل سكان المابوتشي الأصليين في جزيرة موكا كحيوانات محراث في عام 1614.[3]

روِضت ودرِبت بعض الحيوانات البرية أحيانًا لسحب العربات، بما في ذلك الحمير الوحشية وحتى الموظ.

#### حيوانات الحراسة
نظرًا لأن بعض الحيوانات المستأنسة تظهر سلوكًا شديد الحماية أو إقليميًا، فقد استخدِمت بعض السلالات والأنواع لحراسة الأشخاص و/أو الممتلكات مثل المنازل والمباني العامة والأعمال التجارية والمحاصيل والماشية وحتى أماكن الأنشطة الإجرامية. يمكن أن تعمل الحيوانات الحارسة كمنبهات لتنبيه مالكيها بالخطر، أو يمكن استخدامها لطرد المتسللين أو الحيوانات الخطرة أو حتى مهاجمتهم. من الأمثلة المعروفة على الحيوانات الحارسة: الكلاب، والإوز، واللاما.